# Desná II
Desná II je část města Desné v okrese Jablonec nad Nisou a zároveň jedno z jeho tří současných katastrálních území o rozloze 2,95 km². Desná II se skládá z osady Potočná (Tiefenbach), jež je středem dnešního města, a osad Pustiny (Wustung) a Moravy. V Potočné se nachází například městský úřad, pošta, nákupní centrum, Riedlova vila nebo sídliště, vybudované v 80. letech 20. století. Je zde evidováno 305 adres. Trvale zde žije 1745 obyvatel.
Před rokem 1949 náležely parcely tohoto katastru ke katastrálnímu území tehdejší obce Příchovice.